# Shena Mackay
Shena Mackay (* 1944 in Edinburgh) ist eine schottische Schriftstellerin. Sie lebt in Southampton.

## Leben und Werk
Mackays Vater war im Militär, ihre Mutter in der Ausbildung zur Lehrerin. Nach dem Zweiten Weltkrieg zog die Familie vom schottischen Edinburgh nach England, zuerst nach Hampstead, einem Stadtteil von London, nach weiteren Stationen in London nach Shoreham bei Kent, wo sie die Grundschule besuchte. 1960 kehrte die Familie nach London zurück.
Mit 16 Jahren gewann sie einen Schreibwettbewerb der englischen Tageszeitung Daily Mirror und verließ darauf die Schule. Sie begann in einem Antiquitätenladen in der Chancery Lane zu arbeiten, der den Eltern des Kunstkritikers David Sylvester gehörte. 1964 heiratete sie den Ingenieurstudenten Robin Brown, mit dem sie drei Töchter großzog. Der Vater ihrer jüngsten Tochter, der 1969 geborenen Malerin Cecily Rose Brown, ist der britische Kunstkritiker David Sylvester. Seit 2008 wohnt Mackay in Southampton.
Mackays erstes Buch, die beiden Novellen Dust Falls on Eugene Schlumburger/Toddler on the Run umfassend, wurde 1964 publiziert. Sie hatte es bereits als Teenager geschrieben. Music Upstairs, ihr erster Roman, erschien 1965, er spielt in London in den frühen 1960er Jahren. Nach The Advent Calendar (1971) gab es eine größere Pause, bedingt durch ihre Familienarbeit, bis sie mit vierzig ihr nächstes Buch publizieren konnte. A Bowl of Cherries erschien dank der Unterstützung von Brigid Brophy, die 1982 das Manuskript las und Iris Murdoch empfahl, die es wiederum beim Kleinverlag The Harvester Press unterbrachte. Ihr letztes Buch Dancing on the Outskirts (2015) zeigt wiederum ihr Talent, aus Prägnanz und Verdichtung Komik zu erzeugen.
Mackay ist seit 1999 Mitglied der britischen Royal Society of Literature und zudem Honorarprofessorin am MA in Writing an der Middlesex University. In einem Interview mit der britischen Zeitung The Daily Telegraph erklärte sie 2004, sie sei Synästhetikerin und sehe „Wörter wie Farben“, ihr eigener Name sei gelb.
Mackay setzt sich für ein unabhängiges Schottland ein.

## Ehrungen
Mackay wurde 1996 für ihr Werk nominiert.
- 1987 Buchpreis der Fawcett Society für Redhill Rococo
- 1994 Buchpreis des Scottish Arts Council für Dunedin
- 1996 Nomination von The orchard on fire (Der brennende Obstgarten) für den britischen Man Booker Preis
- 2003 Nominierung von Orange Prize for Fiction und den Whitbread Novel Award für Heligoland

## Werke
- Dust Falls on Eugene Schlumburger/Toddler on the Run (1964)
- Music Upstairs (1965)
- Scherbengericht, (Old Crow, 1967), Erzählung
- An Advent Calendar (1971)
- Babies in Rhinestones and Other Stories (1983)
- A Bowl of Cherries (1984)
- Redhill Rococo (1986)
- Dreams of Dead Women's Handbags (1987)
- Dunedin (1992)
- The Laughing Academy (1993)
- Such Devoted Sisters: An Anthology of Stories (1993), (Hg.)
- Der brennende Obstgarten (The orchard on fire, 1995)
- Collected Short Stories (1994)
- Friendship: An Anthology (1997), (Hg.)
- Die Witwe des Künstlers (The Artist's Widow, 1998), Roman
- The World's Smallest Unicorn and Other Stories (1999)
- Heligoland (2003)
- The Atmospheric Railway: New and Selected Stories (2008)
- Dancing on the Outskirts (2015)